# Берёзовка (Казачинско-Ленский район)
Берёзовка — упразднённая деревня в Казачинско-Ленском районе Иркутской области России.
Законом Иркутской области от 12 мая 2017 года № 26-ОЗ к селу Казачинское были присоединены деревни Берёзовка, Испиритиха, Паузок, Конец Луг.

## Население
По данным Всероссийской переписи населения 2010 года население НП составило 85 человек.